# The Hockey News
The Hockey News ou THN est un magazine canadien de hockey sur glace publié par Transcontinental inc. The Hockey News est fondé en 1947 par Ken McKenzie et Bill Cote et est devenu depuis un des magazines de hockey les plus reconnus en Amérique du nord. Il est lu par plus de 225 000 lecteurs sous sa version papier alors que la version électronique compte plus d'un million de visiteurs.

## Publications
THN publie 34 numéros par an ainsi que 7 éditions spéciales : the Season Opener, People of Power and Influence, Future Watch, Draft Preview, Season in Review, the Best of Everything in Hockey et the Yearbook. Il est disponible sur abonnement en Amérique du Nord et en Europe et sous forme numérique dans le reste du monde. THN est également disponible chez de nombreux marchands de journaux nord-américains. Ce magazine parle principalement de la Ligue nationale de hockey et s'appuie sur des contributions locales pour « couvrir » chaque équipe. De plus petites sections de la publication concernent les ligues mineures, junior, universitaires et du hockey international.

## Classement des meilleurs joueurs de tous les temps
En 1997, The Hockey News célèbre son 50e anniversaire en publiant une liste des 50 meilleurs de tous les temps de la LNH. Ce classement, qui consacre Wayne Gretzky comme le meilleur joueur de l'histoire de la LNH, est le résultat de votes d'un jury constitué de directeurs généraux passés et actuels, d'entraîneurs et de joueurs ainsi que de membres reconnus des médias consacrés au hockey. L'année suivante, la liste est étendue aux 100 meilleurs joueurs de l'histoire.
Dix ans plus tard, en 2007, THN publie une liste des 60 meilleurs joueurs depuis l'expansion de 1967. Le rédacteur en chef, Jason Kay, explique l'exclusion des joueurs précédant cette époque par le fait que la plupart des analystes n'ont pas assez de recul pour juger de cette période et que le précédent classement des 50 meilleurs joueurs s'appuyait en partie sur des informations historiques et sur les statistiques.
En 2008, l'équipe dirigeante participe à la sélection de l'équipe du centenaire de la fédération internationale de hockey sur glace (IIHF Centennial All-Star Team).